# Michal Tomič
Michal Tomič, född 30 mars 1999 i Skalica, är en slovakisk fotbollsspelare (försvarare) som spelar för Slavia Prag och Slovakiens landslag.

## Landslagskarriär
Tomič debuterade för Slovakiens landslag den 23 mars 2023 i en 0–0-match mot Luxemburg.